# And Love Said No
And Love Said No es una canción de la banda finlandesa HIM. Fue lanzada como sencillo en 2004. El video musical fue dirigido por Bam Margera con imágenes generadas por computadora por VIcente Haycock y André Stringer.

## Canciones del sencillo
Todas las letras escritas por Ville Valo, toda la música compuesta por HIM. 
| And Love Said No |                                              |          |  |
| N.º              | Título                                       | Duración |  |
| 1.               | «And Love Said No» (Radio Edit)              | 3:42     |  |
| 2.               | «It's All Tears (Drown in This Love)» (live) | 3:50     |  |
| 3.               | «Pretending» (live)                          | 4:45     |  |